# Sébastien Izambard
Sébastien Izambard, född 7 mars 1973 i Paris, Frankrike, är en fransk sångare, medlem i operapopgruppen Il Divo.